# Davey Richards
Wesley David Richards (ur. 1 marca 1983 w Othello) – amerykański wrestler. 
Karierę zawodniczą rozpoczął w 2004 r. Występował w licznych federacjach, począwszy od Ring of Honor (ROH), Total Nonstop Action Wrestling (TNA; obecnie Global Force Wrestling), New Japan Pro Wrestling (NJPW), Pro Wrestling Noah, jak również na scenie niezależnej, m.in. w Pro Wrestling Guerrilla (PWG) i Full Impact Pro (FIP).
Richards jest jednokrotnym ROH World Championem. Zdobył również wielokrotnie mistrzostwa tag teamowe – trzykrotnie ROH Tag Team Championship (raz z Rickym Romero i dwukrotnie z Eddiem Edwardsem), dwukrotnie IWGP Junior Heavyweight Tag Team Championship (z Rickym Romero) oraz pięciokrotnie TNA World Tag Team Championship (z Eddiem Edwardsem). Na scenie niezależnej może poszczycić cię wywalczeniem CZW World Heavyweight Championship, PWG World Championship, dwukrotnie FIP World Heavyweight Championship i trzykrotnie PWG World Tag Team Championship (dwukrotnie z Super Dragonem i raz z Roderickiem Strongiem). Richards był triumfatorem kilku turniejów, które gromadziły najlepszych zawodników ze Stanów Zjednoczonych, w szczególności East Coast Wrestling Association’s (ECWA) Super 8 Tournament w 2006 i PWG Battle of Los Angeles w tym samym roku.

## Mistrzostwa i osiągnięcia
- 605 Championship Wrestling
  - 605 Championship (1x)
- Wrestling Superstars Live
  - AWA Washington Tag Team Championship (1x) – z Tonym Koziną[3]
- Combat Zone Wrestling
  - CZW World Heavyweight Championship (1x)[3]
- DEFY Wrestling
  - DEFY 8xGP Championship (1x)[3]
  - Defy 8xGP Championship Tournament (2017)
- East Coast Wrestling Association
  - ECWA Super 8 Tournament 2006[4]
- Full Impact Pro
  - FIP World Heavyweight Championship (2x)[3]
- Futureshock Wrestling
  - FSW Championship (1x)[3]
- New Japan Pro Wrestling
  - IWGP Junior Heavyweight Tag Team Championship (2x) – z Rickym Romero[3]
- Prestige Championship Wrestling
  - PCW Championship (1x)
- Pro Wrestling Eclipse
  - PWE Open Weight Championship (1x)[3]
- Pro Wrestling Guerrilla
  - PWG World Championship (1x)[3]
  - PWG World Tag Team Championship (3x) – Super Dragon (2x) i Roderick Strong (1x)[3]
  - Battle of Los Angeles 2006[4]
- Pro Wrestling Illustrated
  - PWI umieściło go na 7. miejscu rankingu wrestlerów PWI Top 500 w 2012 roku[5]
- Pro Wrestling Prestige
  - PWP Tag Team Championship (1x) – z Kyle’em O’Reillym
- Ring of Honor
  - ROH World Championship (1x)[3]
  - ROH World Tag Team Championship (3x) – z Rickym Romero (1x) i Eddiem Edwardsem (2x)[3]
- Top Ranked Wrestling
  - TRW Cruiserweight Championship (1x)[3]
- SoCal Uncensored
  - Mecz Roku (2006) z Super Dragonem przeciwko Roderickowi Strongowi i Jackowi Evansowi, 4 marca, Pro Wrestling Guerrilla
- Southside Wrestling Entertainment
  - SWE Speed King Championship (1x)[3]
- Squared Circle Wrestling
  - 2CW Tag Team Championship (1x) – z Eddiem Edwardsem
- Total Nonstop Action Wrestling
  - TNA World Tag Team Championship (5x) – z Eddiem Edwardsem[3]
  - TNA World Cup (2015) – z Jeffem Hardym, Gunnerem, Gail Kim, Rockstarem Spudem i Crazzy Steve’em
  - Tag Team Roku (2014) z Eddiem Edwardsem
  - Mecz Roku (2014) The Wolves vs. The Hardys vs. Team 3D, 8 października
- Wrestling Observer Newsletter
  - 5 Star Match (2012) Mecz przeciwko Michaelowi Elginowi, 31 marca[6]
  - Najbardziej wyróżniający się wrestler (2011)
  - Tag Team Roku (2009) z Eddiem Edwardsem
- Wrestling Superstar
  - Wrestling Superstar Tag Team Championship (1x) – z Eddiem Edwardsem[3]